# Elecciones estatales de Tabasco de 2018
Las elecciones estatales de Tabasco se realizaron el domingo 1 de julio de 2018, simultáneamente con las elecciones federales, y en ellas se renovaron los siguientes cargos de elección popular:
- Gobernador del Estado de Tabasco. Titular del poder ejecutivo del estado, electo para un periodo de seis años no reelegibles en ningún caso, el candidato electo es Adán Augusto López.
- 35 diputados del Congreso del Estado. De los cuales 21 son electos por mayoría relativa y 14 por representación proporcional.
- 17 ayuntamientos. Compuestos por un presidente municipal y un grupo de regidores. Electos para un periodo de tres años no reelegibles para el periodo siguiente.

## Campaña
Las campañas estatales a la gubernatura de Tabasco empezaron el 14 de abril. El candidato de la coalición Juntos Haremos Historia, Adán Augusto López, inició su campaña en Tepetitlán, Macuspana, pueblo natal del candidato presidencial Andrés Manuel López Obrador. El candidato de la coalición Por Tabasco al Frente empezó su campaña en el municipio de Huimanguillo.
El 11 de mayo se realizó el primer debate entre los candidatos a la gubernatura de Tabasco. En ese evento el candidato del Partido Verde Ecologista de México, Óscar Cantón Zetina, declaró públicamente su apoyo al candidato presidencial del partido Movimiento Regeneración Nacional (Morena), Andrés Manuel López Obrador. En respuesta la dirigencia nacional del Partido Verde se deslindó de la declaración y ratificó su apoyo al candidato del Partido Revolucionario Institucional (PRI), José Antonio Meade Kuribreña. El segundo debate a la gubernatura se realizó el 9 de junio en la Universidad Juárez Autónoma de Tabasco (UJAT).
El 18 de junio el candidato del Partido Verde a la gubernatura, Óscar Cantón Zetina, declinó su postulación en favor del candidato de Morena, Adán Augusto López. Ese mismo día la dirigencia nacional del Partido Verde retiró la postulación de Cantón Zetina a la gubernatura como sanción por su apoyo a López Obrador.

## Encuestas de intención de voto
| Encuestadora      | Fecha                   | Georgina Trujillo | Gerardo Guadiano | Adán Augusto López | Independiente | Otro  | NC/NS |
| ----------------- | ----------------------- | ----------------- | ---------------- | ------------------ | ------------- | ----- | ----- |
| Encuestadora      | Fecha                   |                   |                  |                    |               | Otro  | NC/NS |
| Arias consultores | 17 de diciembre de 2017 | 5.0%              | 5.0%             | 56.0%              | -             | 22.0% | 12.0% |
| Massive Caller    | 16 de enero de 2018     | 16.9%             | 21.6%            | 35.2%              | 4.7%          | 2.3%  | 19.2% |
| Massive Caller    | 24 de enero de 2018     | 14.5%             | 20.8%            | 33.3%              | 9.3%          | 3.5%  | 18.5% |
| Massive Caller    | 14 de febrero de 2018   | 12.4%             | 17.3%            | 37.9%              | 8.0%          | 3.3%  | 20.9% |
| Massive Caller    | 21 de febrero de 2018   | 13.5%             | 16.4%            | 34.7%              | 8.2%          | 3.8%  | 23.0% |
| Arias Consultores | 24 de febrero de 2018   | 8.4%              | 11.6%            | 67.4%              | -             | -     | 12.6% |
| Massive Caller    | 27 de febrero de 2018   | 15.4%             | 21.1%            | 32.9%              | 6.9%          | 1.5%  | 21.9% |
| Massive Caller    | 13 de marzo de 2018     | 19.5%             | 17.5%            | 35.8%              | 2.7%          | 2.2%  | 22.3% |
| Arias Consultores | 5 de abril de 2018      | 11.1%             | 8.5%             | 51.0%              | -             | 3.9%  | 25.5% |
| Opinión pública   | 8 de abril de 2018      | 15.5%             | 13.6%            | 41.0%              | 5.5%          | 6.5%  | 17.9% |
| Opinión Pública   | 25 de abril de 2018     | 15.0%             | 14.2%            | 50.2%              | 5.4%          | 7.2%  | 8.2%  |
| Opinión Pública   | 7 de mayo de 2018       | 16.4%             | 12.5%            | 55.6%              | 4.0%          | 3.5%  | 7.8%  |
| Arias Consultores | 18 de mayo de 2018      | 10%               | 10%              | 48%                | -             | 1%    | 31%   |
| Opinión Pública   | 23 de mayo de 2018      | 17.6%             | 15.1%            | 45.6%              | 6.3%          | 4.6%  | 10.8% |
| Arias Consultores | 28 de mayo de 2018      | 10.9%             | 8.5%             | 54.5%              | -             | 3.1%  | 23.0% |
| Arias Consultores | 4 de junio de 2018      | 14.0%             | 6.1%             | 66.8%              | -             | 0.9%  | 12.1% |
| Opinión Pública   | 4 de junio de 2018      | 17.9%             | 10.2%            | 50.8%              | 4.6%          | 5.3%  | 11.2% |
| Arias Consultores | 11 de junio de 2018     | 18.5%             | 5.4%             | 59.8%              | -             | 2.2%  | 14.1% |
| Berumen/Ipsos     | 12 de junio de 2018     | 12.1%             | 12.8%            | 57.2%              | 3.7%          | 9.5%  | 4.7%  |
| Arias Consultores | 18 de junio de 2018     | 13.9%             | 5.1%             | 63.5%              | -             | 2.9%  | 14.6% |
| Arias Consultores | 26 de junio de 2018     | 23.8%             | 11.4%            | 48.6%              | -             | 1.0%  | 15.2% |

## Resultados electorales

### Congreso del Estado de Tabasco
|  | 56.91 % |

|  | 11.42 % |

|  | 10.46 % |

|  | 6.21 % |

|  | 1.92 % |

|  | 1.91 % |

|  | 1.89 % |

|  | 2.02 % |

|  | 1.38 % |

|  | 0.76 % |

|  | 4.43 % |

|  | 100 % |

### Municipios del Estado de Tabasco
|  | 2.41 % |

|  | 11.24 % |

|  | 15.59 % |

|  | 1.58 % |

|  | 6.28 % |

|  | 2.53 % |

|  | 1.79 % |

|  | 51.49 % |

|  | 1.71 % |